# Hr.Ms. Abraham van der Hulst (1946)
Hr.Ms. Abraham van der Hulst was de tweede Nederlandse mijnenveger van de Jan van Amstelklasse die deze naam droeg. Het schip was vernoemd naar de Nederlandse admiraal Abraham van der Hulst. Het schip werd gebouwd op scheepswerf P. Smit uit Rotterdam als vervanging voor de in 1939 verloren gegane Willem van Ewijck. De schepen van de Jan van Amstelklasse konden ook ingericht worden als mijnenlegger. Ten tijde van de Duitse aanval op Nederland in 1940 was het schip nog niet afgebouwd en viel het casco in Duitse handen. De Duitse strijdkrachten besloten het schip af te bouwen.

## De Abraham van der Hulst in Duitse dienst
Op 26 augustus werd het schip door de Kriegsmarine in dienst genomen als AM 1. Dit schip vertrok op 30 augustus naar Emden waar het werd omgedoopt tot M 552. Na december 1940 werd het schip omgebouwd tot torpedowerkschip. In augustus 1944 werd de M 552 onder commando van Oberleutnant-zur-See der Reserve Helmut Goos toegevoegd aan het 27ste U-flottielje in Gotenhaven. Dit flottielje was verantwoordelijk voor training van U-boot en de bemanning.

## Na de Tweede Wereldoorlog
Na de Tweede Wereldoorlog werd het schip teruggevonden en overgedragen aan de Nederlandse marine die het schip in 1946 in dienst nam. Drie weken later, in september 1946, vertrok het schip richting Nederlands-Indië voor patrouillediensten. Na haar terugkeer werd het schip in 1961 uit dienst genomen en in 1962 in bruikleen gegeven aan het Zeekadetkorps Nederland.